# Yamaha XT 500
La Yamaha XT 500 va ser un model de motocicleta a mig camí entre les de muntanya i les trail, fabricada del 1976 al 1990.
La primera vesió presentava un senzill motor mono cilíndric de 500 centímetres cúbics de dues vàlvules refrigerat per aire. Amb una potència de 27CV i un pes de 155 kg, van ser un avanç important a les motos de muntanya amb motors de quatre temps. Els frens eren de tambor, la transmissió per cadena i el dipòsit de nou litres. La seva velocitat màxima era de 132 km/h.
Aquest model va ser la base de les XT 550 i les XTZ 600.
Versions d'aquesta motocicleta van participar amb èxit al Ral·li París Dakar.

## Models Relacionats
- XT 250 (Model contemporani amb motor més petit)
- XT 350 (Model contemporani amb motor més petit)
- XT 550 (Model contemporani amb motor més gran)
- XT 600 (Evolució de la XT 500)
- XTZ 600 (Evolució de la XT 500)